# مدارس التربية الحديثة (مصر)
مدارس التربية الحديثة (بالإنجليزية: Modern Education Schools) مدرسة خاصة تقع في مدينة القاهرة بمصر، تخدم الصفوف من رياض الأطفال حتى المرحلة الثانوية تأسست عام 1997.
في 2001 تم تقسيم المدرسة إلى ثلاثة أقسام:
- القسم الوطني
- القسم البريطاني
- القسم الأمريكي

## اللغات الإضافية
- اللغة الألمانية [2]
- اللغة العربية
- اللغة الفرنسية

## سن القبول لمرحلة الحضانة
قسم اللغات: 4 سنوات
القسم البريطاني: ثلاث سنوات وثمانية أشهر
القسم الأمريكي: ثلاث سنوات وستة أشهر
الدبلومة الأمريكية 
الشهادة البريطانية -(IG)
ثانوية عامة مصرية

## وصلات خارجية
- الموقع الرسمي